# Sayeret Matkal
Sayeret Matkal (en hébreu : סיירת מטכ"ל) est l'unité d'élite de l'état-major de l’armée israélienne. Elle est l’une des trois principales unités de forces spéciales de Tsahal. Ses principales fonctions sont la lutte contre le terrorisme, la reconnaissance et le renseignement militaire. L'unité (Sayeret) est cependant d'abord et avant tout un moyen de collecte de renseignements, notamment derrière les lignes ennemies. Elle est également chargée du sauvetage d'otages en dehors des frontières israéliennes.
Les missions sont classées confidentielles, les seules missions avérées sont celles dont la divulgation a été voulue par Israël ou à la suite d'un échec.

## Historique
Créé en 1957, le Sayeret Matkal est conçu sur le modèle du Special Air Service (SAS) britannique, dont l'unité emprunte la devise Who Dares Wins (« Qui ose gagne »). Le commando dépend du Directorat du renseignement militaire. Il fut créé par le général Avraham Arnan (he).
L'unité a ses racines dans les traditions du Palmach (unité d'élite de la Haganah) et de l'unité 101 dont elle réclame l'héritage. Elle était tenue tellement secrète que nombre d'Israéliens en ignoraient l'existence jusqu'à leur incorporation dans l'armée. Mais ses succès retentissants conduisirent les officiels israéliens à reconnaître son existence au début des années 1980. L'un de ses commandants (1971-1973) a été Ehud Barak, devenu plus tard chef d'état-major de l'armée israélienne et Premier ministre. Ses états de service au sein de l'unité lui vaudront d'être le soldat le plus décoré de Tsahal.

## Personnalités ayant servi dans cette unité
Certains de ses membres ont accédé aux plus hautes fonctions de l'armée ou du gouvernement israélien.
Outre le général Ehud Barak (Opération Colère de Dieu) nous pouvons citer :
- Benyamin Netanyahou[3], premier ministre ;
- le commandant Yonatan Netanyahou, frère du précédent, tué pendant le raid d'Entebbe le 4 juillet 1976 ;
- le général Shaul Mofaz, ancien chef d'état-major et ancien ministre de la Défense ;
- le général Matan Vilnai (en), ancien chef d'état-major adjoint ;
- le général Omer Bar-Lev, fils de l'ancien chef d'état-major et ministre Chaim Bar-Lev ;
- le colonel Uzi Yairi (en), tué lors de l'opération Savoy (en) ;
- le colonel Moshe Betser, dit Muki. Il fut gendre du général Moshe Dayan et intégra l'unité après des passages dans les unités Shaked (he) et egoz (en) ;
- le lieutenant-colonel Emmanuel Yehouda Moreno, tombé au Liban en 19 août 2006 ;
- le général Moshe Ya'alon, dit Boogie, qui fut plus tard chef d'état-major, ministre de la défense et député.
- David Barnea, directeur du Mossad depuis le 1er juin 2021[4].

## Opérations
L'unité est plus connue pour le raid d'Entebbe dans laquelle elle a sauvé plus de 100 passagers d'un avion détourné. Bien d'autres opérations furent menées :
- Opération Gift, raid sur l'aéroport de Beyrouth en 1968 ;
- opération de captures d'officiers syriens (dont un général) pour échange avec des aviateurs israéliens prisonniers en Syrie en 1972 ;
- opération Printemps de la Jeunesse (en) : attaque des quartiers généraux de l'OLP à Beyrouth en 1972 ;
- opération de sauvetage de l'avion détourné de la Sabena le 9 mai 1972 ;
- diverses autres opérations pendant la guerre du Kippour et la guerre du Liban ;
- assassinat de Abou Jihad en Tunisie en 1988.

## Sources
- Colonel Moshe Betser et Robert Rosenberg, Le Commando secret (ISBN 2259003044)